# Cassie Sharpe
Cassie Sharpe (Calgary, 14 settembre 1992) è una sciatrice freestyle canadese, medaglia d'oro alle Olimpiadi di Pyeongchang 2018 nell'halfpipe.

## Biografia
Cassie Sharpe ha disputato la sua prima gara di Coppa del Mondo a Snowmass, negli Stati Uniti d'America, nel marzo 2012. Ha vinto la medaglia d'argento nell'halfpipe ai Campionati Mondiali di Kreischberg 2015, giungendo seconda dietro la svizzera Virginie Faivre. A marzo dello stesso anno ha poi ottenuto a Tignes, in Francia, pure la sua prima vittoria in Coppa del Mondo.
Dopo la sua seconda esperienza ai Campionati Mondiali di Sierra Nevada 2017, dove non è riuscita a superare le qualificazioni, ha preso parte alle Olimpiadi di Pyeongchang 2018 laureandosi campionessa nell'halfpipe. A coronamento della stagione olimpica è arrivata anche la vittoria della Coppa del Mondo di halfpipe.
Ai Campionati Mondiali di Park City 2019 ha ottenuto la sua seconda medaglia iridata, un argento nell'halfpipe, mentre nell'edizione di Engadina 2025 ha vinto il bronzo sempre nell'halfpipe.

## Palmarès

### Olimpiadi
- 1 medaglia:
  - 1 oro (halfpipe a Pyeongchang 2018)

### Mondiali
- 3 medaglie:
  - 2 argenti (halfpipe a Kreischberg 2015; halfpipe a Park City 2019)
  - 1 bronzo (halfpipe a Engadina 2025)

### Winter X Games
- 6 medaglie:
  - 3 ori (superpipe a Oslo 2016; superpipe ad Aspen 2019; superpipe  ad Aspen 2025)
  - 1 argento (superpipe ad Aspen 2021)
  - 2 bronzi (superpipe ad Aspen 2018; superpipe ad Aspen 2020)

### Coppa del Mondo
- Miglior piazzamento in Coppa del Mondo generale di freestyle: 7ª nel 2018
- Vincitrice della Coppa del Mondo di halfpipe nel 2018 e nel 2019
- 10 podi:
  - 8 vittorie
  - 1 secondo posto
  - 1 terzo posto

#### Coppa del Mondo - vittorie
| Data              | Luogo            | Paese         | Disciplina |
| ----------------- | ---------------- | ------------- | ---------- |
| 12 marzo 2015     | Tignes           | Francia       | HP         |
| 7 marzo 2017      | Tignes           | Francia       | HP         |
| 1º settembre 2017 | Cardrona         | Nuova Zelanda | HP         |
| 12 gennaio 2018   | Snowmass         | Stati Uniti   | HP         |
| 22 marzo 2018     | Tignes           | Francia       | HP         |
| 16 febbraio 2019  | Calgary          | Canada        | HP         |
| 9 marzo 2019      | Mammoth Mountain | Stati Uniti   | HP         |
| 1º febbraio 2020  | Mammoth Mountain | Stati Uniti   | HP         |

Legenda:

HP = Halfpipe